# Pristimantis vertebralis
Pristimantis vertebralis es una especie de anfibio anuro de la familia Craugastoridae.

## Distribución
Esta especie es endémica de la vertiente occidental de la Cordillera Occidental en Ecuador. Habita en las provincias de Carchi, Imbabura, Pichincha y Bolívar entre los 1 800 y 2 710 m de altitud.

## Descripción
El holotipo mide 38 mm.

## Publicación original
- Boulenger, 1886 : First Report on Additions to the Batrachian Collection in the Natural-History Museum. Proceedings of the Zoological Society of London, vol. 1886, n.º 3, p. 411-416[5]